# Leporillus apicalis
Leporillus apicalis is een uitgestorven knaagdier uit het geslacht Leporillus.

## Kenmerken
De rug is grijsbruin, de onderkant grijswit, met een geleidelijke overgang. De lange, behaarde staart is van boven donkerbruin en van onder wit, met een witte pluim. De kop-romplengte bedraagt honderdzeventig tot tweehonderd millimeter, de staartlengte 220 tot 240 millimeter, de achtervoetlengte 41 tot 44 millimeter, de oorlengte 27 tot 33 millimeter en het gewicht ongeveer honderdvijftig gram. Vrouwtjes hebben geen mammae op de borst en twee paren op de buik.

## Leefwijze
Dit dier was 's nachts actief. Hij sliep in groepen in holle bomen of in twijgnesten gebouwd door de langoorhaasrat (L. conditor), de andere soort van het geslacht (volgens anderen bouwde L. apicalis zelf ook nesten). Hij voedde zich met zaden en wortels.
L. apicalis is officieel voor het laatst waargenomen in 1933, maar in 1970 zouden nog exemplaren in een grot in West-Australië zijn gezien. In West-Australië worden af en toe ook nog Leporillus-achtige twijgnesten gevonden, die misschien door L. apicalis zijn gemaakt.

## Verspreiding
Deze soort kwam voor in Australië. Zijn verspreidingsgebied besloeg de droge gebieden van Midden- en Zuid-Australië, van Noordwestkaap in West-Australië in het westen tot Noordwest-Victoria in het oosten. Hij leefde in allerlei gebieden met een struikvegetatie.
Langoorhaasrat (Leporillus conditor) · Leporillus apicalis